# Dieter Schulz (Anglist)
Dieter Schulz (* 7. Januar 1943 in Kassel) ist ein deutscher Anglist.

## Leben
Nach dem Abitur 1962 am Geschwister-Scholl-Gymnasium Melsungen studierte er an der Musikhochschule und Universität Köln 1962 Musik und Englische Philologie und von 1962 bis 1968 an der Universität Marburg und FU Berlin englische und slawische Philologie. Nach der Promotion zum Dr. phil. in Marburg 1968 war er von 1982 bis 2008 Professor für Englisch an der Universität Heidelberg.

## Schriften (Auswahl)
- Suche und Abenteuer. Die „Quest“ in der englischen und amerikanischen Erzählkunst der Romantik. Heidelberg 1981, ISBN 3-533-02998-0.
- Amerikanischer Transzendentalismus. Ralph Waldo Emerson, Henry David Thoreau, Margaret Fuller. Darmstadt 2010, ISBN 978-3-534-23841-5.
- Emerson and Thoreau or steps beyond ourselves. Studies in transcendentalism. Heidelberg 2012, ISBN 978-3-86809-057-4.
- Henry David Thoreau. Wege eines amerikanischen Schriftstellers. Heidelberg 2017, ISBN 3-86809-120-3.